# Burgruine Rudenz
Die Burgruine Rudenz ist die Ruine einer Spornburg im gleichnamigen Ortsteil Rudenz der Gemeinde Giswil im Schweizer Kanton Obwalden. Die Burg wurde in der ersten Hälfte des 13. Jahrhunderts erbaut.

## Beschreibung
Die Ruine Rudenz ist der Überrest einer mittelalterlichen Wehranlage auf einem Bergsporn oberhalb des Ortsteils Rudenz in der Gemeinde Giswil. Archäologisch wurde die Anlage bisher nur ansatzweise untersucht. Erhalten sind noch mehrere Meter hohe Mauern eines Viereckturms mit den Aussenmassen von ca. 9,8 m auf 11,1 m. Die Mauerdicke beträgt bis 1,8 m. Die ursprüngliche Höhe des Turmes ist unbekannt, über den oberen Abschluss gibt es keine gesicherten Erkenntnisse. Zu vermuten ist ein hölzerner vorkragender Obergaden, wie er auch im Siegelbild der Herren von Rudenz stilisiert dargestellt ist. Die Entstehungszeit der Burg wird von Werner Meyer in die Zeit zwischen 1200 und 1250 datiert.
Auf einer Linie von gut zwei Kilometern verteilten sich im Mittelalter in Giswil drei Burganlagen: Die östlichste war die Burg Rudenz. In der Mitte stand auf dem markanten Hügel, wo seit dem 17. Jahrhundert die Pfarrkirche St. Laurentius steht, die Burg Zwingel der Herren von Hunwil. Im Westen stand im Ortsteil Kleinteil ein Turm, dessen Ruine seit dem 17. Jahrhundert als Turmruine Rosenberg bezeichnet wird. Diese Linie darf nicht als militärischer Sperrriegel betrachtet werden.

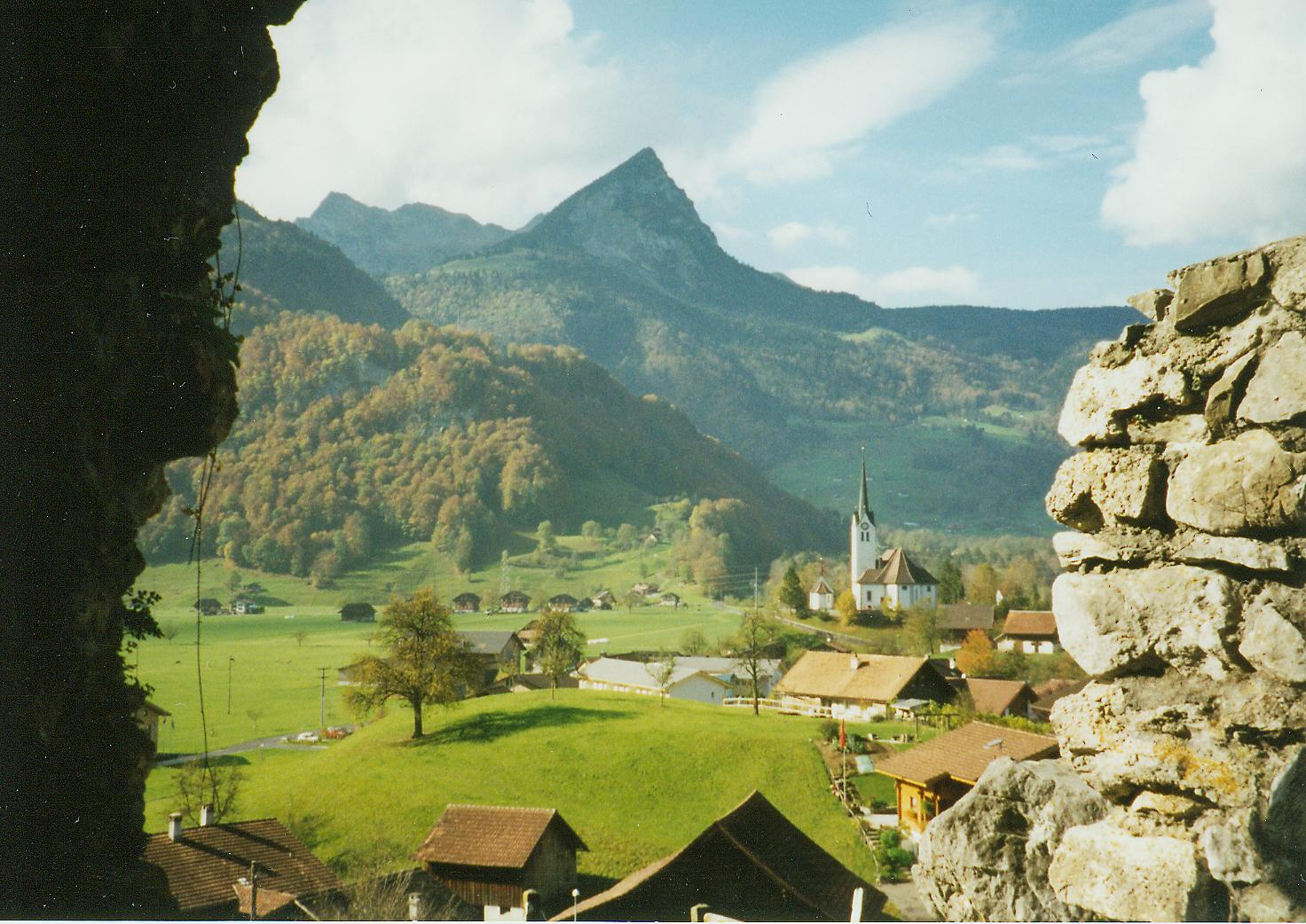
Blick von der Ruine Rudenz zur Pfarrkirche St. Laurentius

## Geschichte
An der Turmruine sind zwei Bauphasen zu erkennen. Die erste Phase ist gekennzeichnet durch das Mauerwerk aus wenig bearbeiteten Geschiebe- und Moränenblöcken. Die grossen Ecksteine sind am fertigen Bau sorgfältig in die Kante gehauen worden. Aus dieser Phase stammen auch die stark verwitterten Schmalscharten im 1. Obergeschoss. Zu einer zweiten Bauphase, die um 1500 anzusetzen ist, gehören der nachträglich ausgebrochene ebenerdige Eingang und weitere bauliche Veränderungen.
Bis in die zweite Hälfte des 14. Jahrhunderts waren die Herren von Rudenz die Bewohner der Burg. Diese waren Ministeriale der Freiherren von Brienz-Ringgenberg, von welchen sie bis ins 14. Jahrhundert hinein Lehen empfingen. Der Stammvater des Geschlechts war Ritter Heinrich von Ruttenze (1252–1272). Ab etwa 1320 ist die Familie auch in Obwalden fassbar, wo die Söhne Heinrichs in Giswil Lehensgüter des Klosters Luzern und des Stifts Beromünster innehatten. 1347 erhielt die Familie das Meieramt Giswil, mit Ausübung der hohen Gerichtsbarkeit, als österreichisches Lehen zugesprochen. 1365 konnten die Rudenz die Erbschaft von Johann von Attinghausen antreten und nahmen auf dem geerbten Schloss Rudenz in Flüelen Wohnsitz.
Wer die Burg in Giswil nachher bewohnte, ist unbekannt. Für 1478 ist Landammann Heinrich Bürgler als Besitzer der Burg überliefert, für das beginnende 16. Jahrhundert Bürglers Sohn. Wann die Burg aufgegeben wurde, ist unbekannt. Da die Mauern der Ruine in der Folge vorwiegend als Steinbruch dienten, drohte die Ruine zu verschwinden. 1892 kaufte sie der Historisch-antiquarische Verein Obwalden, heute Historischer Verein Obwalden (HVO), für 300 Franken, zusammen mit einem Umschwung von «fünf Schuh» (d. h. anderthalb Metern).

## Neuzeit
1994 stellte der Kanton Obwalden die Ruine unter Denkmalschutz. Sie steht auch als B-Objekt in der Kulturgüterliste des Bundesamts für Bevölkerungsschutz.
Im Frühjahr 2008 wurde die Ruine umfassend saniert, danach schenkte der HVO die Ruine dem Kanton Obwalden. Der Übergang von Nutzen und Schaden wurde auf den 1. Dezember 2009 festgeschrieben. In einem symbolischen Akt übergab der HVO am 20. April 2010 die Ruine.